# Организация Балаханских и Биби-Эйбатских рабочих
Организация Балаханских и Биби-Эйбатских рабочих или Шендриковская организация — профсоюзное объединение рабочих бакинских нефтепромыслов. Создана в 1904 году Ильей Шендриковым. Советская историография практически не упоминала о роли «Организации» в рабочем движении ().

## Задачи
По замыслу И. Н. Шендрикова, целью организации была борьба за экономические требования рабочих нефтепомыслов: социальную защиту, восьмичасовой рабочий день и др..

## Отношения с РСДРП
По прибытии в Баку братья Шендриковы были приняты в ряды РСДРП (фракция большевиков), однако вскоре после создания организации были исключены за экономизм и «дискредитацию партии». Тем не менее братья продолжали считать себя социал-демократами. В ходе стачки рабочих нефтепромыслов отношения между «Организацией» и большевиками резко обострились.

## Бакинская стачка
В 1904 году шендриковцы начали готовить всеобщую забастовку. В ноябре были выпущены «Основные требования», состоявшие из двух частей. В общей части шла речь о свободе слова и собраний, созыве Учредительного собрания, равном избирательном праве и свержении самодержавия. Частные требования касались интересов рабочих: повышения зарплаты, введения трехсменной работы (8-часовой рабочий день), сохранения зарплаты на период болезней и отпусков, предоставления бесплатного
жилья, медицинского обслуживания, воды и керосина, школ, дешевых столовых, отмены штрафов, увольнения администрации по просьбе рабочих и др. Вместо стачки большевики предложили провести демонстрацию с политическими требованиями. В своей листовке они писали:
 Только свергнув царское самодержавие, мы получим все, весь мир, а теперь не добьемся даже тех жалких, мелких требований, которые выставлены отколовшейся от партии группой"
Призывы большевиков остались без ответа. Утром 13 декабря началась стачка, возглавленная Ильей Шендриковым. Через несколько дней она достигла небывалого размаха — забастовало до 50 тысяч рабочих. Желая присоединиться к руководству стачкой, но не желая идти на союз с шендриковцами, большевики создали второй забастовочный комитет, скопировали требования шендриковцев и таким образом присоединились к стачке.
Ради борьбы с конкурентами большевики первыми пошли на переговоры с нефтепромышленниками, выдавая себя за руководителей стачки. В ответ шендриковцы предприняли все возможное, чтобы сорвать диалог. Чтобы доказать лживость претензий большевиков на лидерство, Шендриков приказал забастовщикам поджигать скважины. За пять дней было сожжено 225 вышек. Промышленники в панике согласились почти со всеми требованиями большевиков и заключили с ними договор. Большевики объявили о победе забастовки и призвали бастующих выходить на работу. Но не вышел практически никто: шендриковская «Организация» обвинила большевиков в штрейкбрехерстве, сговоре с полицией и капиталистами, призвав рабочих продолжать жечь вышки. В результате промышленники поняли, кто действительно стоит во главе забастовки и когда Илья Шендриков направил делегацию в Совет союза нефтепромышленников и потребовал полного удовлетворения экономических запросов рабочих, предприниматели немедленно согласились на все. На территории завода «Электрическая сила», при огромном стечении народа, представители рабочих и нефтепромышленники подписали первый в истории России коллективный договор.
Политическое значение
Стачка закончилась фактической победой шендриковцев, вопреки общепринятому в советской историографии мнению. Забастовка показала, что узкопартийная тактика большевиков, пытавшихся использовать любое волнение масс в политических целях, в данном случае в желании осуществить вооруженное восстание, наталкивалось на сопротивление рабочих, стремившихся прежде всего к улучшению условий своего труда и жизни. Этим воспользовались шендриковцы, поставившие во главу угла своей деятельности чисто экономические требования и сумевшие за короткий срок привлечь к своей организации огромное число нефтепромышленных рабочих, сыгравших основную роль в забастовке.
Влияние на нефтяную промышленность
Пожары нанесли серьезный урон нефтяной отрасли России, что привело к ее кризису. В результате к началу Первой мировой войны
Америка обгоняла Российскую империю по добыче нефти в четыре раза. Так из-за конкуренции бакинских социал-демократов
друг с другом Россия надолго лишилась статуса ведущей нефтяной державы.

## Политическая борьба
После окончания стачки и подписания Коллективного договора Илья Шендриков уехал в Женеву, а «Организацию Балаханских и Биби-Эйбатских рабочих», переименованную в начале 1905 г. в «Союз Бакинских рабочих», возглавил Лев Шендриков. С весны 1905 г. шендриковцы повели активную кампанию за создание промысловых и заводских комиссий из рабочих. Одним из основных требований в создании комиссий, помимо урегулирования отношений с предпринимателями и закрепления пунктов Декабрьского договора, было учреждение института выборных от рабочих, обладающих правом участия в приеме и увольнении с работы. Из-за этого пункта промышленники упорно отказывались признавать промыслово-заводские комиссии .
В октябре 1905 года в Петербурге прошел съезд нефтепромышленников, на который были приглашены представители бакинских рабочих. Большевики резко выступили за бойкот съезда, мотивируя это тем, что он послужит «средством для капиталистов и для правительства лишний раз затемнить сознание рабочих масс и убаюкать их обещаниями призрачных улучшений», единственное же средство улучшения положения рабочих, по мнению большевиков, это революция и свержение самодержавия. Делегаты же, в случае их отъезда на совещание, по постановлению межрайонного собрания бакинского комитета РСДРП (БК РСДРП), не будут считаться представителями рабочих. Тем не менее, делегаты от рабочих на съезд поехали — представителем русских рабочих был Лев Шендриков, а уполномоченным от азербайджанских — А. Топчибашев.
На съезде официально были признаны промысловые и заводские комиссии — первые рабочие организации, явившиеся предшественниками профсоюзов. Промыслово- заводские комиссии стали создаваться повсеместно на предприятиях и промыслах, в них стали принимать участие и большевики, пытаясь вытеснить оттуда шендриковцев, но последние своих позиций не уступали. Лев Шендриков составил положение о рабочих комиссиях, регулирующее отпуска, условия найма и увольнения, разрешение конфликтов с администрацией и т. п. К большому негодованию большевиков, шендриковцы почти полностью взяли в свои руки промыслово-заводские комиссии, уводя их в сторону от нужного большевикам революционного пути к соглашениям с предпринимателями.
Состав промыслово-заводских комиссий предопределил лицо созданного в ноябре 1905 г. первого Бакинского Совета рабочих депутатов. Понимая значение Совета для рабочих, БК РСДРП повел усиленную работу по внедрению своих кадров в промыслово-заводские комиссии и в правление Совета, но эта работа не увенчалась успехом. Шендриковцы и меньшевики, руководившие комиссиями приложили все усилия, чтобы сохранить их прежний состав, и 25 ноября 1905 г. на общем собрании представителей промысловых и заводских комиссий был образован Бакинский Совет со значительным преобладанием меньшевиков и шендриковцев. Они наладили выпуск газеты «Известия Совета рабочих депутатов», где излагали свою точку зрения на деятельность Совета и рабочее движение в целом. В этот период шендриковцы меняют свою тактику и в отличие от 1904 г. всячески стремятся на допустить столкновений с промышленниками. Благодаря их усилиям декабрьская забастовка 1905 г. не разрослась до размеров всеобщей, а тем более восстания, о чем по примеру Москвы и Петербурга, мечтали бакинские большевики.

## Спад
С 1906 г. начинается спад в шендриковском движении и в их влиянии на рабочих. Отрицательное отношение к ним других партий социалистического направления — большевиков и эсеров, было вызвано как соображениями конкуренции за влияние среди рабочих, так и тем, что экономическая направленность «Организации», по мнению радикалов развращала рабочих. Шендриковцы, со своей стороны, не допускали в руководство Совета, который они контролировали, никого, кроме меньшевиков. Однако вскоре от Шендриковых отвернулись и меньшевики. Главной причиной такой перемены стало уличение братьев в сношениях и подкупе со стороны властей и нефтепромышленников. Так, в неопубликованной части Коллективного договора был пункт о выдаче предпринимателям на нужды «Организации» крупной суммы денег.
В июне 1906 года меньшевикам стало известно о письме Льва Шендрикова на имя генерала В. Ф. Джунковского с просьбой о субсидии для устройства кооперативных предприятий рабочих. При этом Шендриков обещал изменить направление деятельности организации и писал о переломе, наступившем в его взглядах. По этому делу Бакинская организвция РСДРП (БО РСДРП) учредила следственную комиссию, которая подтвердила все факты. 5 июня 1906 г. состоялась межрайонное собрание БО РСДРП, которое постановило не считать Льва Шендрикова социал-демократом и потребовало исключения его из местной организации. Обвинительный акт и решение собрания были посланы Центральному Комитету.
После смерти в феврале 1907 года Льва Шендрикова деятельность шендриковцев в Баку практически сошла на нет, по поводу чего представители социалистических партий опубликовали нелестный некролог, начинающийся словами: «Л. Шендриков, славно начав свою деятельность в рядах социал-демократической партии, печально закончил ее за сношения с правительством.».

## В советской историографии
В советской историографии и пропаганде бакинская стачка занимала видное место. В СССР было принято считать, что ведущую роль в руководстве стачкой играл местный комитет большевиков. Советская историческая энциклопедия писала:
Стачка 1904 — проходила под рук. Бакинского к-та РСДРП. Началась 13 дек. в Балаханах и в Биби-Эйбатском промысловом р-не. В стачечный к-т входили П. А. Джапаридзе, А. М. Стопани, И. Т. Фиолетов и другие.
Как отмечает историк А. В. Аксенов, «эта краткая заметка не дает полной картины интриг, скандалов, инсинуаций и вражды в рядах РСДРП и других революционных партий». В частности, о роли в рабочем движении И. Н. Шендрикова и его братьев советская историография практически не упоминала.